# Stigmella argentifasciella
Stigmella argentifasciella là một loài bướm đêm thuộc họ Nepticulidae. Nó được tìm thấy ở Ohio, Kentucky và Illinois.

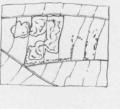
Mine

Sải cánh dài 3.6-4.8 mm. There are two or possibly three generations per year. Full-grown larvae have been collected in tháng 6, tháng 8 và tháng 9.
Ấu trùng ăn Tilia americana.Chúng ăn lá nơi chúng làm tổ. 